# Und die Sehnsucht bleibt …
Und die Sehnsucht bleibt …  ist ein Dokumentarfilm des DEFA-Studios für Dokumentarfilme von Petra Tschörtner aus dem Jahr 1988, der im Auftrag des ZDF gedreht wurde.

## Handlung

### Teil 1: Carola / Jahrgang 1961 / Reinigungskraft und Aktmodell / Ledig / Ein Kind
Carola verbrachte den Tag mit ihrem Sohn Jakob auf einem Volksfest. Nachdem er zu Hause im Fernsehen den Sandmann sehen durfte, wurde er ins Bett gebracht und sie fand die Zeit, der Regisseurin aus ihrem Leben zu erzählen. Als Carola drei Jahre alt war, haben sich ihre Eltern getrennt und sie wurde ihrem Vater zugesprochen, der mit ihr nicht klarkam, weshalb sie in ein Heim eingewiesen wurde. Als er erneut heiratete, kam sie wieder nach Hause und lebte in diesem Haushalt. Als diese Ehe nach sieben Jahren ebenfalls zerbrach, kam sie zu ihrer Oma, die aber auch nicht mit ihr klarkam, weshalb sie im Alter von vierzehn Jahren wieder in ein Heim eingewiesen wurde. Zum Ende ihres zwanzigsten Lebensjahres brachte sie ihren Sohn zur Welt. Das Kind war nicht beabsichtigt, denn sie wollte eigentlich nicht Mutter werden und konnte sich mit der Situation auch nicht abfinden. Der Vater des Kindes kam für ein Zusammenleben nicht in Frage, weshalb sie mit Jakob erst einmal allein lebte. Die Männer, die sie anschließend kennenlernte, wollten nur eine lebenslustige Frau, die alles mitmachte, das Kind auch niedlich fanden, jedoch sich nicht dafür interessierten. Für Carola wurde ihre Lebenssituation immer komplizierter, weshalb sie zur Jugendhilfe ging, um Jakob zur Adoption freizugeben. Die Bearbeiterin dort erklärte ihr, dass das Kind erst einmal für ein halbes Jahr in ein Heim kommen würde und sie es sich in dieser Zeit noch einmal überdenken könnte. Eine anschließende Beratung durch einen Psychologen war für sie wenig befriedigend, so dass Jakob nach einem halben Jahr in ein Heim kam, wo sie ihn aber fast regelmäßig am Wochenende abholte. Nach etwa einem weiteren Jahr nahm sie ihn dann doch wieder aus dem Heim, jedoch verlief die erste Zeit zu Hause sehr chaotisch, da Jakob sich in der Heimzeit verändert hatte. Als Carola der Ärger wieder einmal über den Kopf wuchs, schlug sie ihr Kind, was die Erzieherinnen im Kindergarten am nächsten Tag sofort merkten und eine Meldung an die Jugendhilfe machten. Die wollten ihr den Jungen sofort wieder wegnehmen, was Carola aber nicht wollte. Sie suchte sich eine Kinderpsychologin, die ihr half, die Schwierigkeiten in dem Zusammenleben zu verstehen und ihr neuen Mut machten, die Situation zu meistern.

### Teil 2: Sabine / Jahrgang 1955 / Sängerin / Geschieden / Ein Kind
Die ersten Aufnahmen zeigen Sabine während der Einschulung ihrer Tochter Lilli. Es folgte ein harter Schnitt und sie stand als Sängerin eines Chores auf der Bühne des Berliner Friedrichstadt-Palastes. Schon in der Vorbereitung auf die Vorstellung in der Garderobe erzählte sie, dass solch ein Engagement sehr kinderfreundlich ist, da sie viel Zeit hat, sich mit Lilli zu beschäftigen und sie täglich sehen kann, während das bei einer Tournee wegfällt, da sich eine Kinderfrau um die Tochter kümmert. Wieder zu Hause ging Sabine näher auf ihr Leben ein. Lillis Geburt war nicht geplant und sie hatte auch die traditionelle Vorstellung, erst die Ausbildung zu beenden, denn der Beruf sollte sicher sein, dann den Mann fürs Leben kennenlernen, mit dem sie dann ein Kind zeugen würde. Als sie aber überraschend schwanger wurde, ging es darum, das Kind behalten, oder nicht behalten. Da sie die Ausbildung noch nicht abgeschlossen hatte und Alleinstehend war, riet ihre Mutter zur Abtreibung, weshalb sie auch schon eine Voruntersuchung im Krankenhaus absolvierte. Auf der Rückfahrt mit der S-Bahn machte es in ihrem Kopf plötzlich „Klick“ und sie beschloss, das Kind zu behalten. Das führte dazu, dass sie eine glückliche Schwangere und ebensolche Mutter wurde. Als Lilli zwei Jahre alt war, lernte Sabine Olli kennen, der sehr schnell bei ihnen einzog und sich problemlos einfügte. Zu Beginn hatte er noch ein Problem damit, plötzlich Vater zu sein, aber in langen Gesprächen lernte er immer mehr dazu, so dass er ohne Schwierigkeiten mit Lilli klarkam, wenn Sabine arbeitsmäßig nicht zu Hause sein konnte. Nach drei Jahren des Zusammenlebens wurde auf Wunsch Sabines geheiratet, für Olli war dieser Akt nicht so wichtig. Später erkannte sie, dass diese Hochzeit eigentlich nur das bereits angeknackte Verhältnis wieder kitten sollte, was aber nicht gelang. Nach der Hochzeit ging es rapide bergab, weshalb eine Trennung unausweichlich wurde. Obwohl sie die Scheidung wollte, litt sie noch lange Zeit darunter.

### Teil 3: Heike / Jahrgang 1964 / Sekretärin / Geschieden / Zwei Kinder
Heikes Erzählung beginnt damit, dass ihr Mann Stefan bei der Armee war und sie hoffte, nach seiner Rückkehr würde das Leben richtig losgehen. Davon war sie auch überzeugt, da ihr gemeinsamer Sohn Martin ein Wunschkind war und sie in Stefan immer noch den Mann für das ganze Leben sah. Nach seiner Rückkehr wurde die erste Zeit viel gefeiert, so dass sogar die Kinder darunter litten, doch die Eheprobleme häuften sich, während Heike mit ihrer Tochter Maria zu Hause war. Ärger gab es, da Heike die ganze Hausarbeit allein bewältigen musste und ihr Mann zu Hause keinen Handschlag tat. Dann kam hinzu, dass gemeinsame, sehr attraktive Freundinnen, die zu Hause viel aktiver waren, von Stefan als Vorbild vorgezeigt wurden und er sich in eine von ihnen sogar verliebte. Von Heike zur Rede gestellt, stritt er das zwar ab, jedoch ließ sein Verhalten etwas anderes vermuten. In dieser Situation litt Heikes Selbstbewusstsein immer mehr und sie sah ein, dass es so nicht weitergehen konnte. Sie suchte sich eine Arbeit, was ihrem Selbstbewusstsein gut tat, kümmerte sich zu Hause nur noch um sich und die Kinder und offerierte eines Tages ihrem Mann, nicht mehr mit ihm zusammen leben zu wollen. Nach dieser Aussage war sie sehr erleichtert. Dann lernte sie Ralf kennen und zwischen beiden entstand sofort eine Sympathie. Seit ihrem Kennenlernen sind sie jeden Tag zusammen und der Entschluss zusammen zu leben reifte sehr schnell. Jetzt war sie bereit eine solche Partnerschaft einzugehen und ein gemeinsames Kind war auch beider Wunsch. Ralf ist Arzt und für die nächsten vier Jahre noch in der Facharztausbildung. Die Zukunft wollen beide auf dem Land zubringen, weshalb sie sich auch schon ein Haus in einem Dorf ausgesucht haben.

## Produktion und Veröffentlichung
Für die Dramaturgie war Sonja Zallmann zuständig, die auch gemeinsam mit Petra Tschörtner das Szenarium erarbeitete. Die Arbeitstitel lauteten: Vier Frauen, Drei Frauen und Frauen. Der als 16-mm-Film gedrehte Farbfilm hatte am 8. November 1988 im bundesdeutschen ZDF Premiere.